# Пам'ятки історії Чорноморського району
На території Чорноморського району на обліку перебуває 16 пам'яток історії.
| № п/п | Обліковий номер | Найменування пам'ятника                                                                      | місто         | адреса / розташування                                            | Рішення про взяття на облік     | фото |
| ----- | --------------- | -------------------------------------------------------------------------------------------- | ------------- | ---------------------------------------------------------------- | ------------------------------- | ---- |
| 1     | 1830            | Пам'ятник В. І. Леніну. Дата споруди: 1964 р.                                                | Чорноморський | Чорноморська с/р, с-ще Чорноморське, парк культури та відпочинку | Рішення КО від 05.09.1969 № 595 |      |
| 2     | 1813            | Група могил радянських воїнів, моряків та партизан, 192_ р., 1938 р., 1941—1945 рр., 1946 р. | Чорноморський | Чорноморська с/р, с-ще Чорноморське, вул. Кірова, сквер          | Рішення КО від 05.09.1969 № 595 |      |
| 3     | 1829            | Пам'ятник В. І. Леніну. Дата споруди: 1987 р. — заміна                                       | Чорноморський | Чорноморська с/р, с-ще Чорноморське, вул. Кірова, сквер          | Рішення КО від 05.09.1969 № 595 |      |
| 4     | 1827            | Пам'ятний знак на честь, воїнів-односельчан. Дата споруди: 1967 р.                           | Чорноморський | Далеківська с/р, с. Далеке, вул. Радянська, сквер                | Рішення КО від 05.09.1969 № 595 |      |
| 5     | 1883            | Пам'ятник С. М. Кірова, Дата споруди: 1968 р.                                                | Чорноморський | Кіровський с/с, с. Кіровське                                     | Рішення КО від 05.09.1969 № 595 |      |
| 6     | 1990            | Пам'ятний знак на честь воїнів-односельчан. Дата події: 1975 р.                              | Чорноморський | Кіровський с/с, с. Кіровське, вул. Леніна, в сквері              | Рішення КО від 15.01.1980 № 16  |      |
| 7     | 1824            | Пам'ятний знак на честь воїнів-односельчан. Дата споруди: 1974 р.                            | Чорноморський | Краснополянський с/с, с. Червона Поляна, вул. Леніна, сквер      | Рішення КО від 05.09.1969 № 595 |      |
| 8     | 1825            | Пам'ятний знак на честь воїнів-односельчан, 1941—1945 рр.                                    | Чорноморський | Медведівська с/р, с. Медведеве, вул. Прибережна                  | Рішення КО від 05.09.1969 № 595 |      |
| 9     | 1826            | Пам'ятний знак на честь односельців. Дата події: 1918—1920 рр. Дата споруди: 1967 р.         | Чорноморський | Медведовський с/с, с. Медведеве, вул. Прибережна                 | Рішення КО від 05.09.1969 № 595 |      |
| 10    | 1822            | Пам'ятний знак на честь воїнів-односельчан, 1941—1945 рр., 1967 р., заміна — 1980-ті роки    | Чорноморський | Міжводненська с/с, с. Міжводне, вул. Приморська, 3 (вул. Леніна) | Рішення КО від 05.09.1969 № 595 |      |
| 11    | 1989            | Пам'ятний знак на честь воїнів-односельчан. Дата споруди: 1974 р.                            | Чорноморський | Новосельський с/с, с. Новосільське, вул. Польова                 | Рішення КО від 15.01.1980 № 16  |      |
| 12    | 3169            | Братська могила членів підпільної патріотичної групи, 1941—1944 м.                           | Чорноморський | Новосельський с/с, с. Новосільське, вул. Степова, цвинтар        | Рішення КО від 20.02.1990 № 48  |      |
| 13    | 1828            | Пам'ятний знак на честь воїнів-односельчан. Дата споруди: 1967 р.                            | Чорноморський | Окуневський с/с, с. Красносільське, вул. Леніна                  | Рішення КО від 05.09.1969 № 595 |      |
| 14    | 3175            | Пам'ятний знак на честь воїнів-односельчан. Дата події: 1986 р.                              | Чорноморський | Окуневський с/с, с. Окунівка, навпроти сільського клубу          | Рішення КО від 20.02.1990 № 48  |      |
| 15    | 1821            | Могила невідомого солдата, 1941—1944 рр.                                                     | Чорноморський | Окуневський с/с, с. Окунівка, сільське кладовище                 | Рішення КО від 05.09.1969 № 595 |      |
| 16    | 1823            | Пам'ятний знак на честь воїнів-односельців та могила Г. І. Мельнікова, Дата споруди: 1967 р. | Чорноморський | Оленівський с/с, с. Оленівка, вул. Леніна                        | Рішення КО від 05.09.1969 № 595 |      |